# Santa Colomba de Somoza
Santa Colomba de Somoza is een gemeente in de Spaanse provincie León in de regio Castilië en León met een oppervlakte van 179,10 km². Santa Colomba de Somoza telt 522 inwoners (1 januari 2016).

## Demografische ontwikkeling

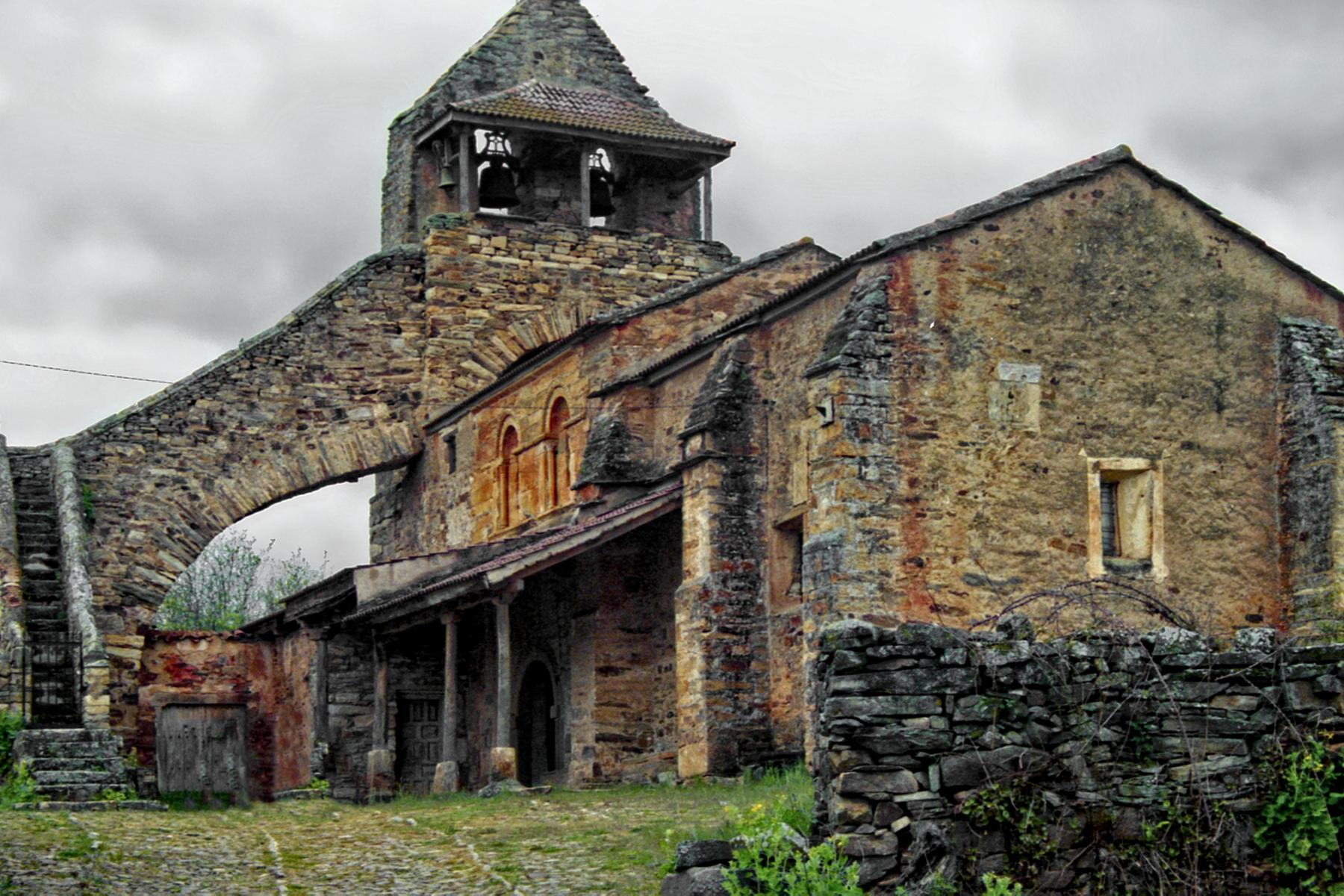
Kerk van Santa Colomba de Somoza

Bron: INE, 1857-2011: volkstellingen
Opm.: In 1981 werd de gemeente Rabanal del Camino aangehecht